# Melvin (Míchigan)
Melvin es una villa ubicada en el condado de Sanilac en el estado estadounidense de Míchigan. En el Censo de 2010 tenía una población de 180 habitantes y una densidad poblacional de 71,57 personas por km².

## Geografía
Melvin se encuentra ubicada en las coordenadas 43°11′11″N 82°51′42″O / 43.18639, -82.86167. Según la Oficina del Censo de los Estados Unidos, Melvin tiene una superficie total de 2.51 km², de la cual 2.51 km² corresponden a tierra firme y (0%) 0 km² es agua.

## Demografía
Según el censo de 2010, había 180 personas residiendo en Melvin. La densidad de población era de 71,57 hab./km². De los 180 habitantes, Melvin estaba compuesto por el 96.11% blancos, el 0.56% eran afroamericanos, el 1.67% eran amerindios, el 0% eran asiáticos, el 0% eran isleños del Pacífico, el 0% eran de otras razas y el 1.67% pertenecían a dos o más razas. Del total de la población el 0% eran hispanos o latinos de cualquier raza.